# Referendo nuclear na Bulgária

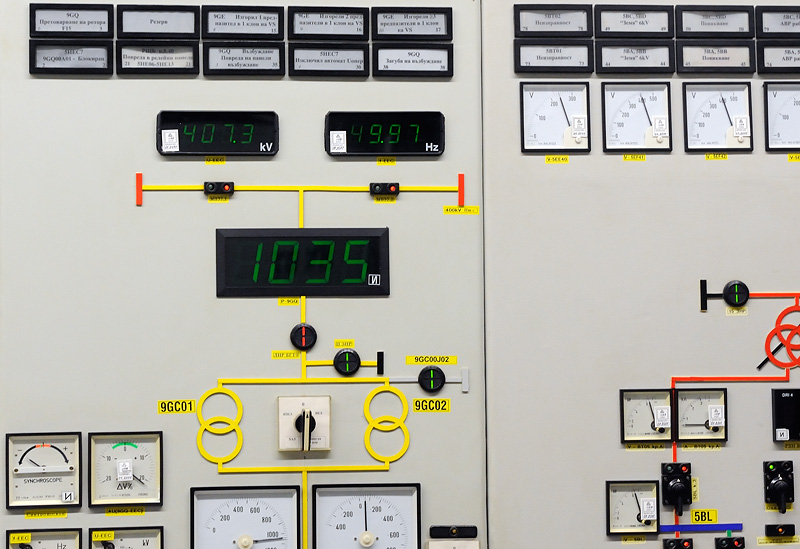
A unidade Central Nuclear Kozloduj 5 opera em sua capacidade máxima de 1000 MW.

O Referendo nuclear na Bulgária foi realizado na Bulgária em 27 de janeiro de 2013, durante o qual os cidadãos da República da Bulgária tiveram que votar em "Sim" ou "Não" em resposta à seguinte pergunta: A energia nuclear deve ser desenvolvida na República da Bulgária através da construção de um nova usina nuclear?
O referendo foi fabricado devido a um número insuficiente de participantes, mas mais de 60% ou mais de 850.000 deles apoiaram o desenvolvimento de energia nuclear da Bulgária através da construção de uma segunda usina nuclear na Bulgária. 